# 斯泰克讷
斯泰克讷（荷蘭語：Stekene，荷蘭語發音：[ˈsteːkənə]）是比利时弗拉芒大區东佛兰德省圣尼克拉斯区的一个市镇，北与荷兰接壤，通行荷蘭語，是弗拉芒社群的一部分，面积45.26平方千米，人口18,352人（2018年1月1日）。